# Mauro Vigliano
Mauro Vigliano (La Plata, 5 de agosto de 1975) é um árbitro de futebol argentino. Pertence ao quadro de árbitros da FIFA desde 2013.
O árbitro Mauro Vigliano estreou na Primera División do Campeonato Argentino de Futebol em 5 de novembro de 2010. Na ocasião, o Olimpo goleou o Huracán por 4 a 0 no estádio Roberto Carminatti de Bahía Blanca em partida válida pelo Torneo Apertura da temporada de 2010–11.